# Dorcus vavrai
Dorcus vavrai là một loài bọ cánh cứng trong họ Lucanidae. Loài này được Nonfried mô tả khoa học năm 1905.